# 455
455 (CDLV) var ett normalår som började en lördag i den julianska kalendern.

## Händelser

### Mars
- 16 mars – Kejsar Valentinianus III mördas av Aëtius soldater som hämnd för att Valentinianus har mördat Aëtius året innan, varmed det västromerska kejsarhuset utslocknar.
- 17 mars – Petronius Maximus utropas till västromersk kejsare, men mördas 31 maj av en uppretad folkmassa.

### Juli
- 9 juli – Den romerske befälhavaren Avitus utropas till västromersk kejsare i Tolosa.

### Augusti
- 24 augusti – Geiserik leder vandalerna in i Rom och låter plundra staden under två veckor.

### Okänt datum
- Ostrogoterna erövrar Pannonien och Dalmatia.
- Enligt den anglo-saxiska krönikan kämpar Hengist och Horsa mot Vortigern vid Aylesford, varvid Horsa stupar.
- Skandagupta efterträder Kumara Gupta I som härskare över Guptariket.
- Från detta år härrör det tidigaste nedtecknade datumet i Chichen Itza.

## Födda
- Theoderik den store, kung över ostrogoterna.
- Wang Baoming, kinesisk kejsarinna.

## Avlidna
- 16 mars – Valentinianus III, västromersk kejsare (mördad).
- 31 maj – Petronius Maximus, västromersk kejsare (mördad).
- Kumara Gupta I, kejsare av Guptariket.
- Biyu, kung av det koreanska kungariket Baekje.
- Niall Noigiallach, storkonung av Irland.
- Grata Justa Honoria, romarrinna